# Szamotuły

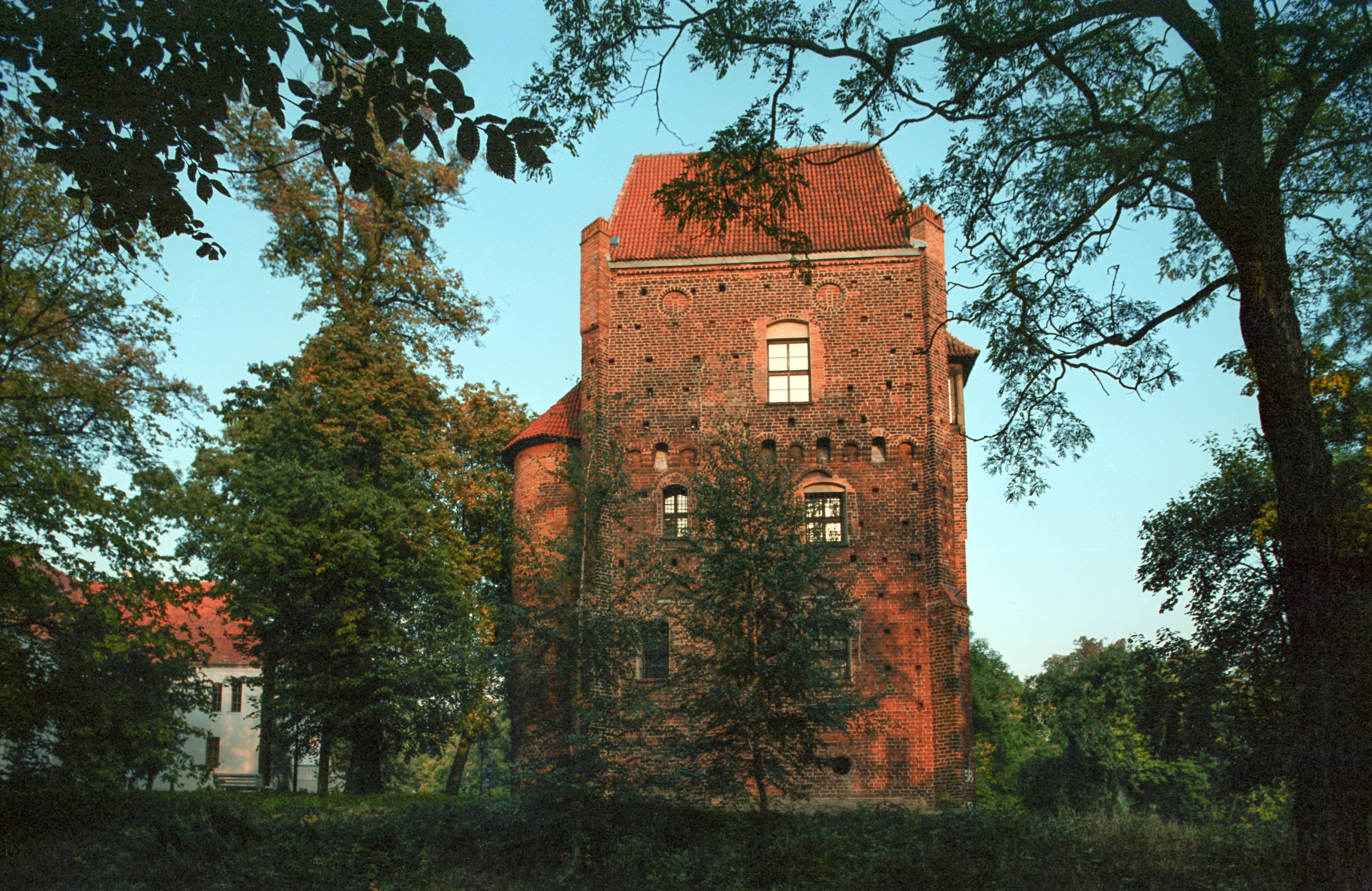
Het kasteel van Szamotuły

Szamotuły (Duits: Samter) is een stad in het Poolse woiwodschap Groot-Polen, gelegen in de powiat Szamotułski. De oppervlakte bedraagt 10,11 km², het inwonertal 18.835 (2017).

## Geschiedenis
Szamotuły is in de 11e eeuw ontstaan vanuit vier afzonderlijke centra die in bezit waren van de Szamotulski Nałęcz. De oudste nederzetting was Osówka, gelegen op ruim 1 km ten zuiden van de markt. Het oude Szamotuły (Stare Szamotuły) ligt ca. 2,5 km ten noorden van het in 1284 voor het eerst genoemde 'nieuw' Szamotuły. Tijdens een burgeroorlog is het Stare Szamotuły vernietigd tijdens een burgeroorlog. In 1352 wordt het eert melding gemaakt van de vesting Świdlin-Ostrówek; in 1381 wordt het kasteel Świdów-Szamotulski genoemd.
Van 1382 tot 1385 was Szamotuły regelmatig doelwit van aanvallen en werd zwaar beschadigd tijdens een oorlog tussen de families Grzymalici en Naleczów. Het oude Szamotuły verbrandde. In 1420 kreeg de stad stadsrechten van Wladyslaw Jagiello. Van 1423 tot 1431 werd de St Stanislauskerk gebouwd in steen gebouwd op de plek van de oude houten kerk. In die periode werd de stad verdeeld tussen
de families Świdwów-Szamotulskis en Górka. De Górka's bouwden in de tweede helft van de 16e eeuw het Górkakasteel.
De stad had een actieve positie tijdens de reformatie. In 1551 werd de eerste drukkerij in de regio Wielkopolska opgericht, er kwamen een Duitse, Schotse en Joodse nederzettingen. Dit waren de hoogtijdagen van de stad. Daarna zette een langzame daling in. In 1815 kwam Szamotuly te liggen in het Groothertogdom Posen. Enkele jaren daarna kreeg het de Duitse naam Samter.
Szamotuły was ook betrokken tijdens de industriële revolutie. In 1841 werd de Towarzystwa Zbieraczów Starożytności Krajowych opgericht, de Associatie van Nationale Antiquiteiten van Zbieraczów. Dit wordt beschouwd als de eerste Poolse archeologische organisatie. De stad kreeg in 1848 een aansluiting op het spoorwegnetwerk, met een station aan de verbinding Poznań-Szczeczin. Er kwamen meubel- en suikerfabrieken.
Tijdens opgravingen zijn 3 km ten noorden van Szamotuł (in het dorp Mutowo) op 13 maart 2007 ruïnes van de dertiende-eeuwse Oude Szamotuły gevonden.
In het Górka-kasteel is het Muzeum Zamek-Górków w Szamotulach gehuisvest. Het museum telt een van de grootste iconenverzamelingen uit Europa.

## Geografie
De stad ligt in landbouwgebied; de vruchtbare gronden zijn dan ook de grootste natuurlijke rijkdom. Voor de dunbevolkte regio vervult Szamotuły regionale functies op economisch, administratief, cultureel en educatief gebied. Vooral het agrotoerisme is er in opmars. Op 34 km van Szamotuly ligt Poznan, de op vier na grootste stad van Polen en de hoofdstad van de regio waartoe ook Szamotuły behoort.

## Demografie
- 1800: 979 van wie de helft Duitsers, 326 Joden, overig Polen[2]
- 1837: 2.383[2]
- 1861: 3.864[2]
- 1875: 4.316[3]
- 1880: 4.414[3]
- 1890: 4.292, van wie 1.124 Evangelisch, 2.453 Rooms-Katholiek, 710 Joden en 5 overige[3]
- Bevolkingspiramide Szamotuły in 2014[1].

## Sport en recreatie
Door deze plaats loopt de Europese wandelroute E11. De E11 loopt van Den Haag naar het oosten, op dit moment de grens Polen/Litouwen. Ter plaatse komt de route door vanuit Kobylniki. De bewegwijzerde route eindigt bij het station. Zonder bewegwijzering vervolgt de route naar Baborówko en Pamiątkowo.

## Verkeer en vervoer
- Station Szamotuły

## Partnersteden
Sinds 2000 heeft Szamotuły vier partnersteden in Europa:
- Brignoles
- Bruneck (Brunico) in Zuid-Tirol
- Groß-Gerau
- Tielt